# Drosophila carcinophila
Drosophila carcinophila är en tvåvingeart som beskrevs av Wheeler 1960. Drosophila carcinophila ingår i släktet Drosophila och familjen daggflugor.
Artens utbredningsområde är Västindien.